# Laboratorio de Propulsión a Chorro
El Laboratorio de Propulsión a Reacción o Laboratorio de Propulsión a Chorro —JPL por sus siglas en inglés: Jet Propulsion Laboratory—, ubicado en La Cañada Flintridge, cerca de Los Ángeles (Estados Unidos), es un centro dedicado a la construcción y operación de naves espaciales no tripuladas para la agencia espacial estadounidense NASA.
Fundado en la década de 1930 por investigadores de Caltech, el JPL es propiedad de la NASA y está gestionado por el cercano Instituto Tecnológico de California (Caltech). La función principal del laboratorio es la construcción y operación de naves espaciales robóticas planetarias, aunque también realiza misiones en órbita terrestre y de astronomía. También es responsable del funcionamiento de la Red del Espacio Profundo.
Entre los principales proyectos activos del laboratorio se encuentran la misión Mars 2020, que incluye el explorador Perseverance y el helicóptero de Marte Ingenuity; la misión Mars Science Laboratory, incluyendo el rover Curiosity; el módulo de aterrizaje InSight (Exploración interior mediante investigaciones sísmicas, geodésicas y de transporte de calor); la nave espacial Mars Reconnaissance Orbiter; la nave espacial Juno que orbita alrededor de Júpiter; el satélite SMAP para el control de la humedad del suelo en la superficie terrestre; el telescopio de rayos X NuSTAR; y el próximo orbitador de asteroides Psyche. También es responsable de gestionar la Base de datos de cuerpos pequeños del JPL, y proporciona datos físicos y listas de publicaciones de todos los cuerpos pequeños del Sistema Solar conocidos.
El Centro de Operaciones de Vuelos Espaciales y el Simulador Espacial de Veinticinco Pies del JPL han sido designados Monumento Histórico Nacional.

## Características
La institución es un centro de investigación y desarrollo con financiación federal, administrado y operado por el Instituto Tecnológico de California (Caltech) bajo contrato con la NASA. Algunos de los proyectos del JPL incluyen la misión Galileo a Júpiter, y los astromóviles de Marte, incluyendo el Pathfinder a Marte en 1997 y la misión Mars Exploration Rovers en 2003. JPL ha enviado misiones no tripuladas a cada planeta del sistema solar. Adicionalmente, JPL también ha llevado a cabo misiones extensas de cartografía en la Tierra, y administra la Red del Espacio Profundo, con instalaciones en el desierto de Mojave (California), en España, cerca de Madrid, y en Australia, cerca de Canberra.

## Historia

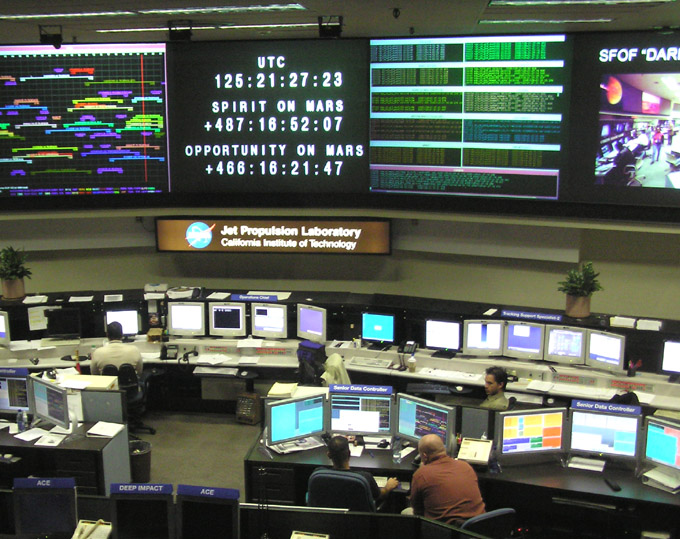
La sala de control de misión del JPL.

El JPL remonta sus inicios a 1936 en el Laboratorio Aeronáutico Guggenheim del Instituto Tecnológico de California (GALCIT) cuando el profesor Theodore von Kármán de Caltech comenzó a realizar experimentos de propulsión de cohetes en Arroyo Seco el sitio donde finalmente se ubicaría el JPL. Los estudiantes graduados de Caltech Frank Malina, Qian Xuesen, Weld Arnold y Apollo M. O. Smith, junto con Jack Parsons y Edward S. Forman, probaron un pequeño motor alimentado con alcohol para recopilar datos para la tesis de posgrado de Malina.  El director de la tesis de Malina era el ingeniero/aerodinamista Theodore von Kármán, quien finalmente consiguió el apoyo financiero del Ejército de Estados Unidos para este "Proyecto Cohete GALCIT" en 1939. En 1941, Malina, Parsons, Forman, Martin Summerfield y el piloto Homer Bushey demostraron al Ejército los primeros cohetes de despegue asistido por chorro (JATO). En 1943, von Kármán, Malina, Parsons y Forman crearon la Aerojet Corporation para fabricar los cohetes JATO. El proyecto adoptó el nombre de Laboratorio de Propulsión a Chorro en noviembre de 1943, convirtiéndose formalmente en una instalación del Ejército operada bajo contrato por la universidad. JPL fue cofundado en 1944 por los científicos de cohetes Qian Xuesen y Jack Parsons, lo que ha llevado a que algunas personas se refieran al mismo en forma afectuosa como el Jack Parsons Lab. A pesar de su nombre, JPL siempre se ha centrado en el desarrollo y la construcción de motores de cohete, no turborreactores o de otro tipo de motores de aspiración de aire, los cohetes eran a menudo llamados «chorros» (jets) o ramjets antes de mediados de los años 1940. Durante la Segunda Guerra Mundial, el Ejército de los Estados Unidos pidió al JPL analizar los cohetes V2 que fueron desarrollados por la Alemania nazi, así como trabajar en otros proyectos para el esfuerzo de la guerra. En 1944, Parsons fue expulsado debido a sus "métodos de trabajo poco ortodoxos e inseguros" tras una de varias investigaciones del FBI sobre su relación con el ocultismo, las drogas y la promiscuidad sexual.
Durante los años del Ejército del JPL, el laboratorio desarrolló dos sistemas de armas desplegados, los misiles balísticos de alcance intermedio MGM-5 Corporal y MGM-29 Sargento. Estos misiles fueron los primeros misiles balísticos estadounidenses desarrollados en el JPL. También desarrolló otros prototipos de sistemas de armas, como el sistema de misiles antiaéreos Loki y el precursor del cohete de sondeo Aerobee.  En varias ocasiones, llevó a cabo pruebas de cohetes en el White Sands Proving Ground, en la Edwards Air Force Base y en Goldstone, California.
En 1954, el JPL se asoció con los ingenieros de Wernher von Braun en el Army Ballistic Missile Agency de Redstone Arsenal en Huntsville, Alabama, para proponer la puesta en órbita de un satélite durante el Año Geofísico Internacional. El equipo perdió esa propuesta frente al Proyecto Vanguard, y en su lugar se embarcó en un proyecto clasificado para demostrar la tecnología de reentrada ablativa utilizando un cohete Júpiter-C. Realizaron tres vuelos suborbitales con éxito en 1956 y 1957. Utilizando un Juno I de repuesto (un Júpiter-C modificado con una cuarta etapa), las dos organizaciones lanzaron entonces el primer satélite de Estados Unidos, el Explorer 1, el 31 de enero de 1958.

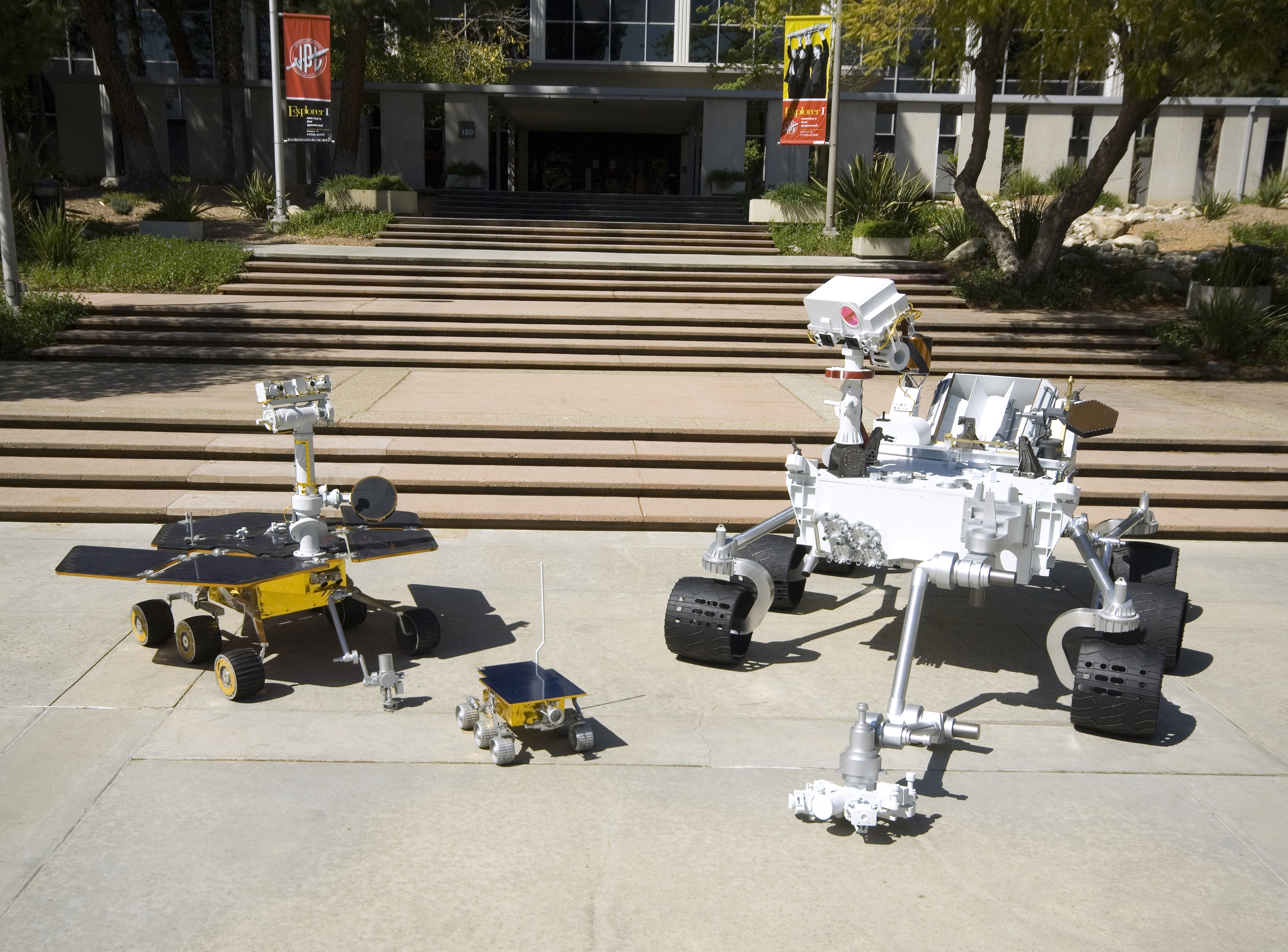
Modelo del JPL comparado con el Mars Exploration Rover y el Sojourner rover por el Jet Propulsion Laboratory el 12 de mayo de 2008.

El JPL fue transferido a la NASA en diciembre de 1958, convirtiéndose en el principal centro de naves espaciales planetarias de la agencia.  Los ingenieros del JPL diseñaron y operaron las misiones Ranger y Surveyor a la Luna que prepararon el camino para el Apolo. El JPL también lideró los viajes de exploración interplanetaria con las misiones Mariner a Venus, Marte y Mercurio. En 1998, el JPL creó la Oficina del Programa de Objetos Cercanos a la Tierra para la NASA. A partir de 2013, ha encontrado el 95 % de los asteroides de un kilómetro o más de diámetro que cruzan la órbita de la Tierra.
El JPL fue el primero en emplear a mujeres matemáticas. En las décadas de 1940 y 1950, utilizando calculadoras mecánicas, las mujeres de un grupo de cálculo exclusivamente femenino realizaban cálculos de trayectorias. En 1961, el JPL contrató a Dana Ulery como primera mujer ingeniera para trabajar junto a los ingenieros masculinos como parte de los equipos de seguimiento de las misiones Ranger y Mariner.
El JPL ha sido reconocido en cuatro ocasiones por la Space Foundation: con el premio Douglas S. Morrow Public Outreach Award, que se otorga anualmente a una persona u organización que haya hecho contribuciones significativas a la concienciación pública de los programas espaciales, en 1998; y con el John L. "Jack" Swigert, Jr, Premio a la Exploración Espacial en tres ocasiones: en 2009 (como parte del equipo Phoenix Mars Lander de la NASA), 2006 y 2005.

## Localización

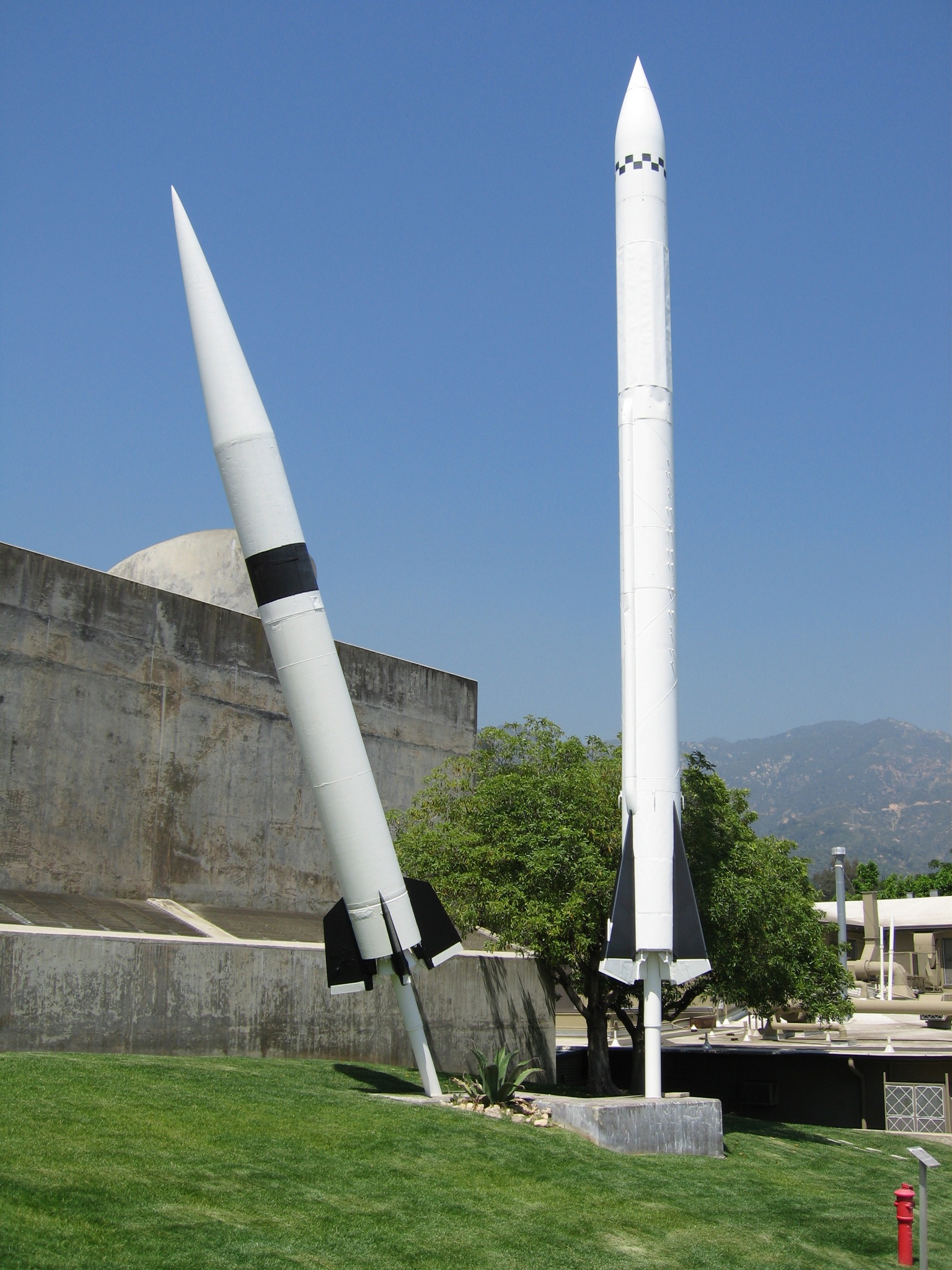
Cohetes de investigación expuestos en el JPL en abril de 2006.

Cuando se fundó, el emplazamiento del JPL estaba inmediatamente al oeste de una llanura de inundación rocosa -el cauce del Arroyo Seco- por encima de la presa de Devil's Gate en la saliente noroeste de la ciudad de Pasadena en el Sur de California, cerca de Los Ángeles. Si bien los primeros edificios se construyeron en terrenos comprados a la ciudad de Pasadena, los edificios posteriores se construyeron en terrenos vecinos no incorporados que posteriormente pasaron a formar parte de La Cañada Flintridge. En la actualidad, la mayor parte de las 68 ha de propiedad de la NASA propiedad del Gobierno Federal de los Estados Unidos que conforman el campus del JPL se encuentra en La Cañada Flintridge. A pesar de ello, el JPL sigue utilizando la dirección de Pasadena (4800 Oak Grove Drive, Pasadena, CA 91109) como su dirección postal oficial. Ha habido una rivalidad ocasional entre las dos ciudades sobre la cuestión de cuál debe ser mencionada en los medios de comunicación como la sede del laboratorio.

## Empleados

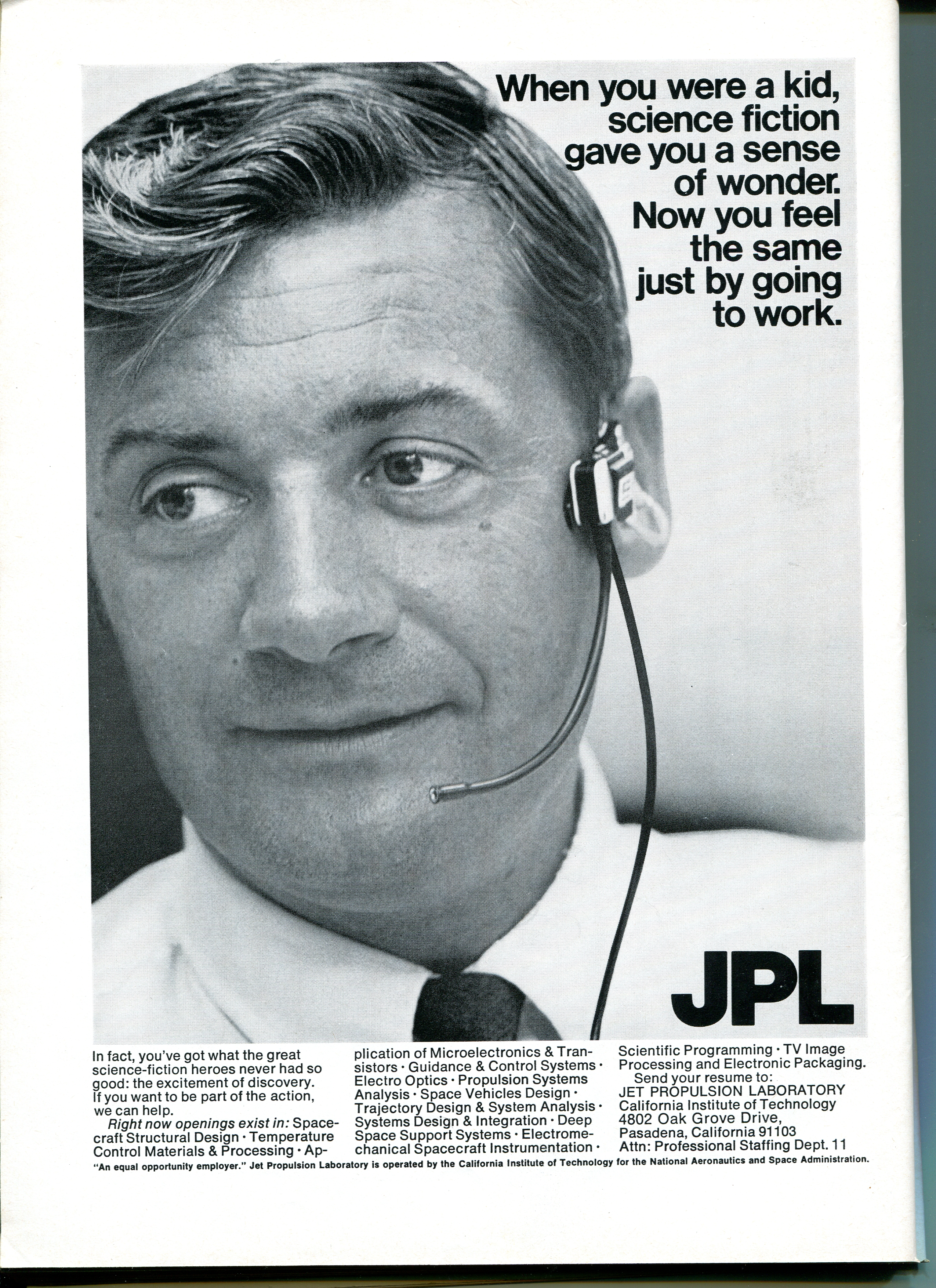
Un anuncio del JPL de la década de 1960 dice: "Cuando eras un niño, la ciencia ficción te daba una sensación de asombro. Ahora sientes lo mismo con sólo ir a trabajar".

Hay aproximadamente 6000 empleados de Caltech a tiempo completo, y normalmente unos cuantos miles de contratistas adicionales trabajando en un día cualquiera. La NASA también tiene una oficina residente en las instalaciones con personal de los gestores federales que supervisan las actividades del JPL y trabajan para la NASA. También hay algunos estudiantes de la escuela de posgrado de Caltech, estudiantes universitarios en prácticas y estudiantes cooperativos.

## Financiación
El JPL es un centro de investigación y desarrollo financiado con fondos federales de Estados Unidos (FFRDC) gestionado y operado por Caltech en virtud de un contrato de la NASA. En el año fiscal 2012, el presupuesto del laboratorio fue ligeramente inferior a 1500 millones de dólares, y la mayor parte se destinó al desarrollo de la ciencia y la tecnología de la Tierra.

## Lista de directores
- Dr. Theodore von Kármán, 1938 – 1944
- Dr. Frank Malina, 1944 – 1946
- Dr. Louis Dunn, 1946 – 1 de marzo de 1954
- Dr. William H. Pickering, 1 de marzo de 1954 – 31 de marzo de 1976
- Dr. Bruce C. Murray, 1 de abril de 1976 – 30 de junio de 1982
- Dr. Lew Allen, Jr., 22 de julio de 1982 – 31 de diciembre de 1990
- Dr. Edward C. Stone, 1 de enero de 1991 – 30 de abril de 2001
- Dr. Charles Elachi, 1 de mayo de 2001 – 30 de junio de 2016
- Dr. Michael M. Watkins, 1 de julio de 2016 - 20 de agosto de 2021
- Dr. Larry D. James, 21 de agosto de 2021 - 15 de mayo de 2022
- Dr. Laurie Leshin, 16 de mayo de 2022 - presente